# Іван Ветхопечерник
Святий Іван Ветхопечерник (8 століття) — християнський святий, священик, монах з Палестини.
Святий Іван Ветхопечерник жив у VIII ст. і вже в юності посвятив себе Господу Богу. Відвідавши Святу Землю, вступив до монастиря поблизу Єрусалима. Йоана, який відзначався духом молитви, було висвячено на священика. Називають його Ветхопечерником, бо він проживав у старому монастирі св. Харитона, церква якого була в печері. Спочив у Бозі у великій святості.
Пам'ять — 2 травня.